# Colpodonta lemairei
Colpodonta lemairei är en fjärilsart som beskrevs av Claude Herbulot 1988. Colpodonta lemairei ingår i släktet Colpodonta och familjen mätare. Inga underarter finns listade i Catalogue of Life.